# Dendryphantes fulvipes
Dendryphantes fulvipes là một loài nhện trong họ Salticidae.
Loài này thuộc chi Dendryphantes. Dendryphantes fulvipes được Cândido Firmino de Mello-Leitão miêu tả năm 1943.